# Грузовце
Грузовце (словац. Gruzovce) — село и одноимённая община в районе Гуменне Прешовского края Словакии. В письменных источниках начинает упоминаться с 1568 года.

## География
Село расположено в юго-восточной части края, в южной части Низких Бескид, в долине реки Ондавки, при автодороге 3826. Абсолютная высота — 181 метр над уровнем моря. Площадь муниципалитета составляет 4,09 км².

## Население
| Год:                | 1994 | 2004    | 2014    | 2024     |
| ------------------- | ---- | ------- | ------- | -------- |
| Количество человек: | 130  | 127     | 124     | 137      |
| Разница:            |      | −2,30 % | −2,36 % | +10,48 % |

По данным последней официальной переписи 2011 года, численность населения Грузовце составляла 121 человек.